# Terezín (Kunžak)
Terezín (německy Theresienstein) je malá vesnice, část obce Kunžak v okrese Jindřichův Hradec v Jihočeském kraji. Nachází se ve výběžku Čech, v blízkosti hranice s Moravou, asi 5,5 kilometru jihovýchodně od Kunžaku. Je zde evidováno 18 adres. V roce 2011 zde trvale žili čtyři obyvatelé.
Terezín leží v katastrálním území Mosty o výměře 12,88 km².

## Historie
První písemná zmínka o vesnici pochází z roku 1842.. Po Mnichovské dohodě byla 8. října 1938 jižní část katastrálního území Mosty začleněna do nacistického Německa, následně byl veden spor o lokalitu čistě českojazyčného Terezína, který byl následně 24. listopadu 1938 s celým okolním výběžkem Čech Československu vrácen. Nicméně se Terezín ocitl územně izolován od zbytku tehdejší obce Mosty a proto byl až do konce druhé světové války přičleněn k moravské obci Valtínovu. Po osvobození Československa byl Terezín opět součástí českých Mostů.

## Obyvatelstvo
| Rok            | 1869 | 1880 | 1890 | 1900 | 1910 | 1921 | 1930 | 1950 | 1961 | 1970 | 1980 | 1991 | 2001 | 2011 | 2021 |
| -------------- | ---- | ---- | ---- | ---- | ---- | ---- | ---- | ---- | ---- | ---- | ---- | ---- | ---- | ---- | ---- |
| Počet obyvatel | 111  | 106  | 96   | 92   | 89   | 157  | 88   | 62   | 33   | 20   | 8    | 1    | 8    | 4    | 4    |
| Počet domů     | 16   | 17   | 17   | 17   | 17   | 16   | 18   | 25   | 11   | 11   | 6    | 17   | 17   | 17   | 18   |

## Obecní správa
Při sčítání lidu v letech 1850–1963 Terezín byl osadou obce Mosty v okrese Jindřichův Hradec. Od roku 1964 je částí obce Kunžak v okrese Jindřichův Hradec.

## Galerie

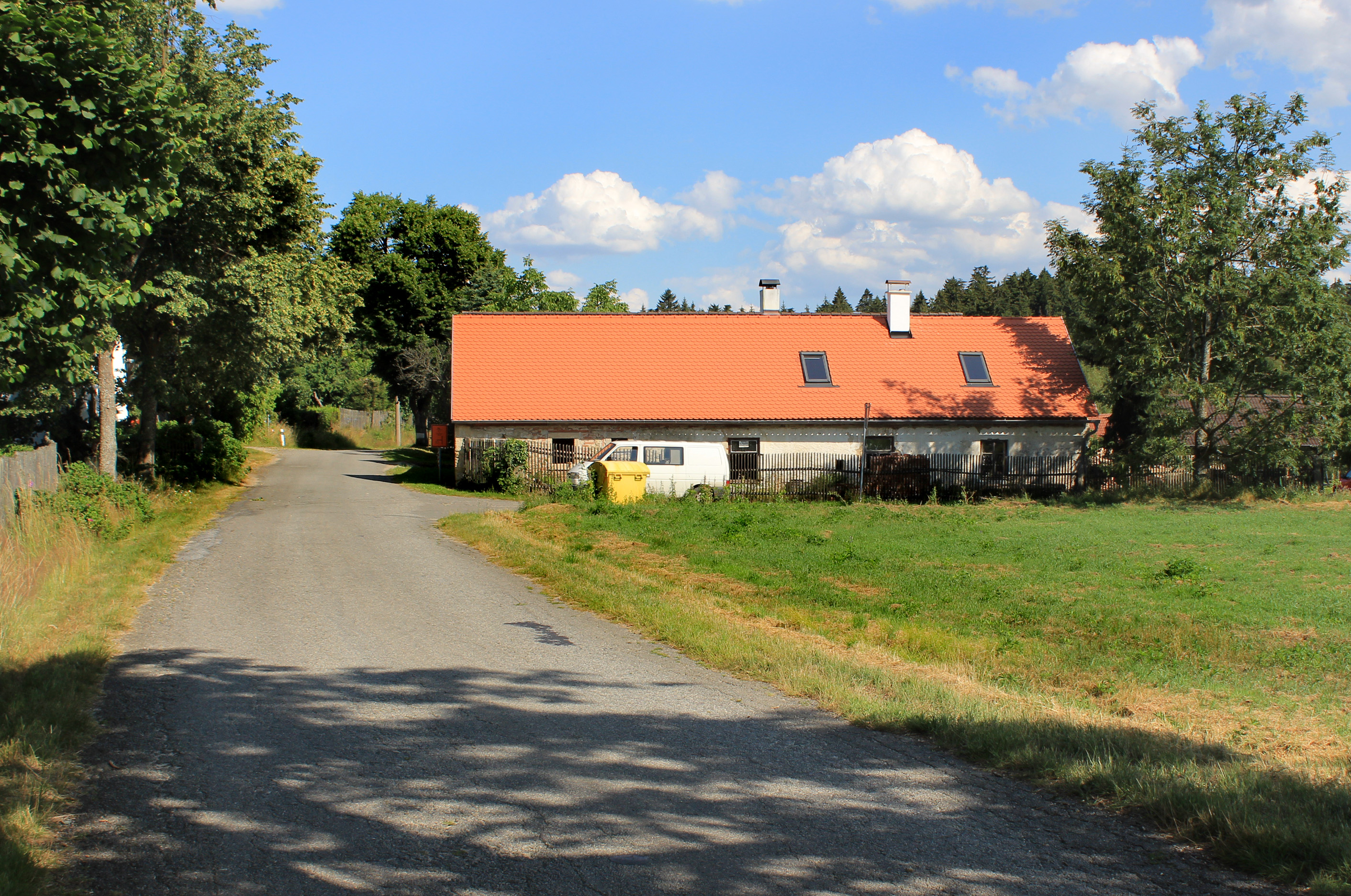
Pohled od západu
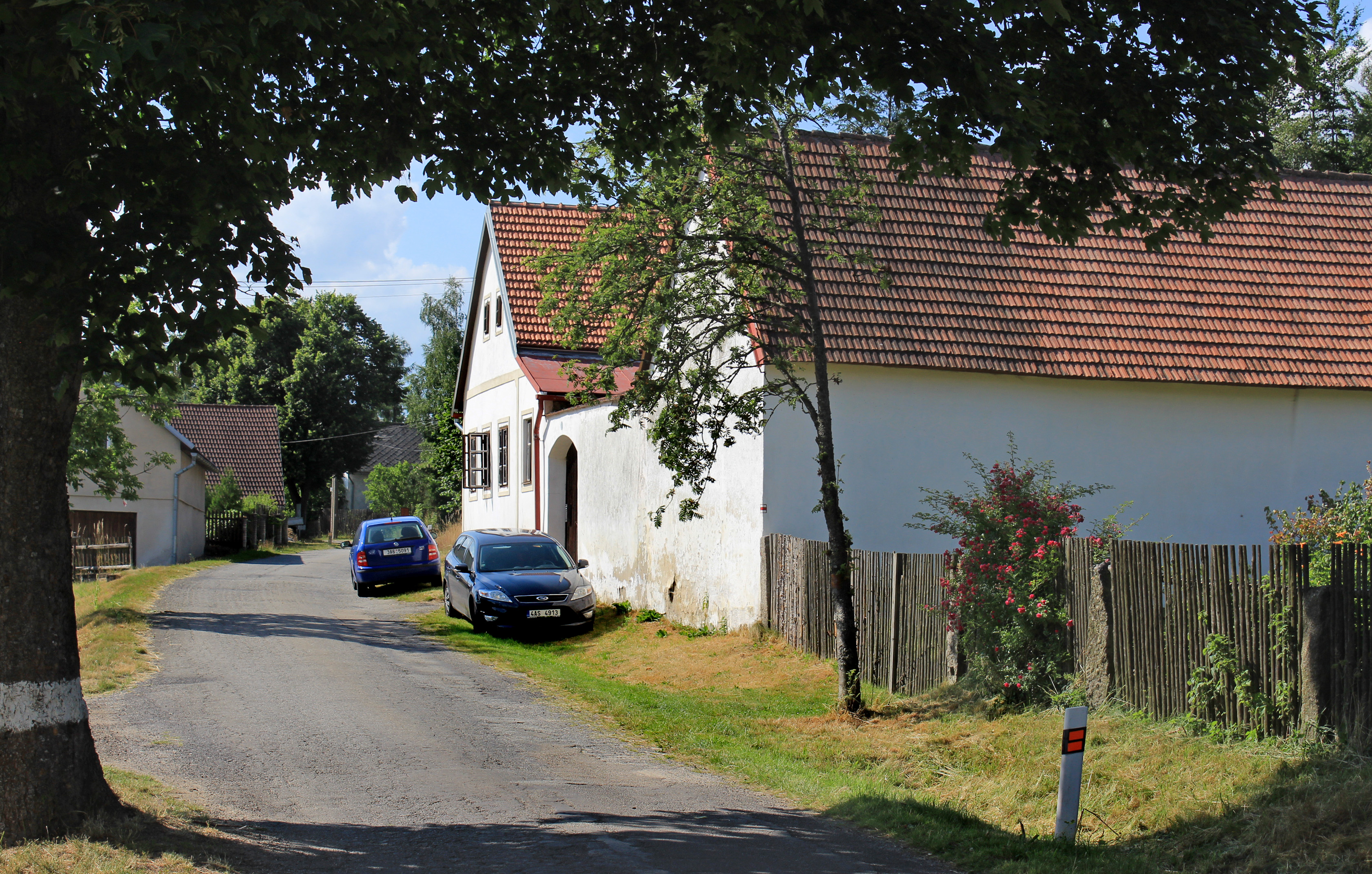
Hlavní silnice
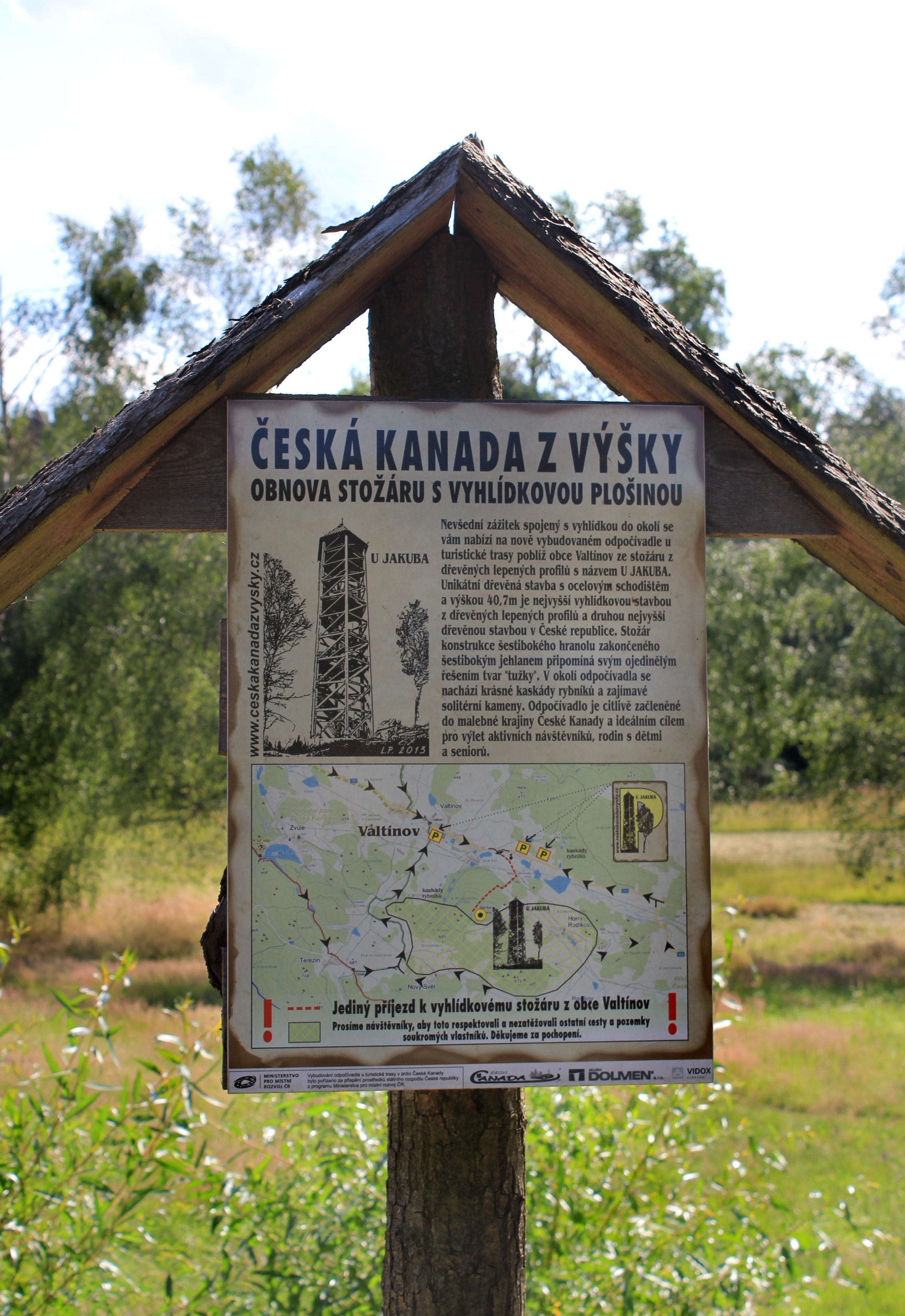
Informace o blízké rozhledně